# East Is East (1999)
East is East is een Britse tragikomedie van Damien O'Donnell die werd uitgebracht in 1999.

## Verhaal
1971, Salford, een stad in North West England. George Khan is een Pakistaanse moslim die sinds 1937 in het Verenigd Koninkrijk woont. Samen met zijn tweede vrouw, de Britse Ella, baat hij een goeddraaiend fish and chipsrestaurant uit. George en Ella hebben zeven kinderen: zes zonen en een dochter.
George regeert met ijzeren hand over zijn gezin. Hij wil van zijn kinderen achtbare moslims maken en wil hen dan ook de strenge religieuze leefregels van de islam opleggen. De kinderen dromen er echter van moderne coole Britse burgers te worden en weigeren bijvoorbeeld uitgehuwelijkt te worden. Ella voelt zich verscheurd tussen haar tirannieke man die ze respecteert en liefheeft en de wens dat haar kinderen zich gelukkig voelen. 

## Rolverdeling
| Acteur           | Personage        |
| ---------------- | ---------------- |
| Om Puri          | George Khan      |
| Archie Panjabi   | Meenah Khan      |
| Jimi Mistry      | Tariq Khan       |
| Linda Bassett    | Ella Khan        |
| Chris Bisson     | Saleem Khan      |
| Emil Marwa       | Maneer Khan      |
| Jordan Routledge | Sajid Khan       |
| Ian Aspinall     | Nazir Khan       |
| Emma Rydal       | Stella Moorhouse |
| Lesley Nicol     | Auntie Annie     |
| Raji James       | Abdul Khan       |
| Gary Lewis       | Mark             |

## Prijzen en nominaties
| Jaar | Prijs                                          | Genomineerde(n)                | Uitslag     |
| ---- | ---------------------------------------------- | ------------------------------ | ----------- |
| 1999 | BAFTA Award for Best British Film              | Leslee Udwin, Damien O'Donnell | Gewonnen    |
| 1999 | BAFTA Award for Best Actor in a Leading Role   | Om Puri                        | Genomineerd |
| 1999 | BAFTA Award for Best Actress in a Leading Role | Linda Bassett                  | Genomineerd |
| 1999 | BAFTA Award for Best Film                      | Damien O'Donnell, Leslee Udwin | Genomineerd |
| 1999 | BAFTA Award for Best British Film              | Leslee Udwin, Damien O'Donnell | Genomineerd |
| 1999 | BAFTA Award for Best Newcomer                  | Ayub Khan-Din                  | Genomineerd |
| 1999 | BAFTA Award for Best Screenplay, Adapted       | Ayub Khan-Din                  | Genomineerd |
| 2000 | David di Donatello for Best Foreign Film       | Damien O'Donnell               | Genomineerd |
| 2001 | Goya Award for Best European Film              | Damien O'Donnell               | Genomineerd |